# Teinobasis wallacei
Teinobasis wallacei är en trollsländeart som beskrevs av Campion 1924. Teinobasis wallacei ingår i släktet Teinobasis och familjen dammflicksländor. Inga underarter finns listade i Catalogue of Life.